# Пиролизный котёл
Пиролизный котёл — разновидность твердотопливного, как правило, водогрейного котла, в котором топливо (например, дрова) и выходящие из него летучие вещества сгорают раздельно. Обычно как «верный синоним» употребляется название газогенераторный котёл, изредка делают различие. Фактически, пиролиз (разложение — это не газификация, но при газификации часть реакции — это пиролиз) происходит при любом способе сжигания твёрдого органического топлива.
Так называемые, «пиролизные котлы», по своей сути, являются котлами-«газогенераторами», что в своей сути использует принципиально другую реакцию, по сравнению с «пиролизом», данная реакция имеет название «газификация», в результате газификации, например биомассы, получают два основных продукта:
1. Зольный остаток (зола)
2. Синтез газ (горючий генераторный газ), который, в свою очередь, фактически не может быть сконденсирован при естественных температурах (+10-40°С)

В результате «чистой» реакции «пиролиз» возникают: углеродистый остаток (углерод) и пиролизный газ, который в свою очередь по своему составу отличается от «генераторного газа».

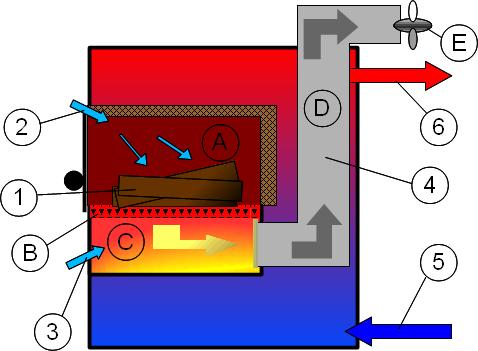
Схема котла: 1 — топливо, 2 — первичный воздух, 3 — вторичный воздух, 4 — уходящие газы, 5, 6 — вход и выход воды
A — камера газификации, B — колосник, C — камера дожигания, D — газоход, E — дымосос

## Топливо
Пиролизные котлы эффективны на топливе с высоким выходом летучих веществ — древесине (дрова, древесные отходы, топливные брикеты и пеллеты), буром угле; некоторые модели потребляют каменный уголь (класса «орех 1» или «камень») и даже кокс. Данный тип котлов предъявляет достаточно высокие требования к влажности топлива — для дров не более 20-35 %. Это связано с тем, что водяной пар разбавляет пиролизные газы и мешает горению (см. ниже), при работе на влажном топливе мощность резко падает или котёл вообще потухает. В ситуациях, когда сухого топлива нет, это серьёзный недостаток.

## Конструкция

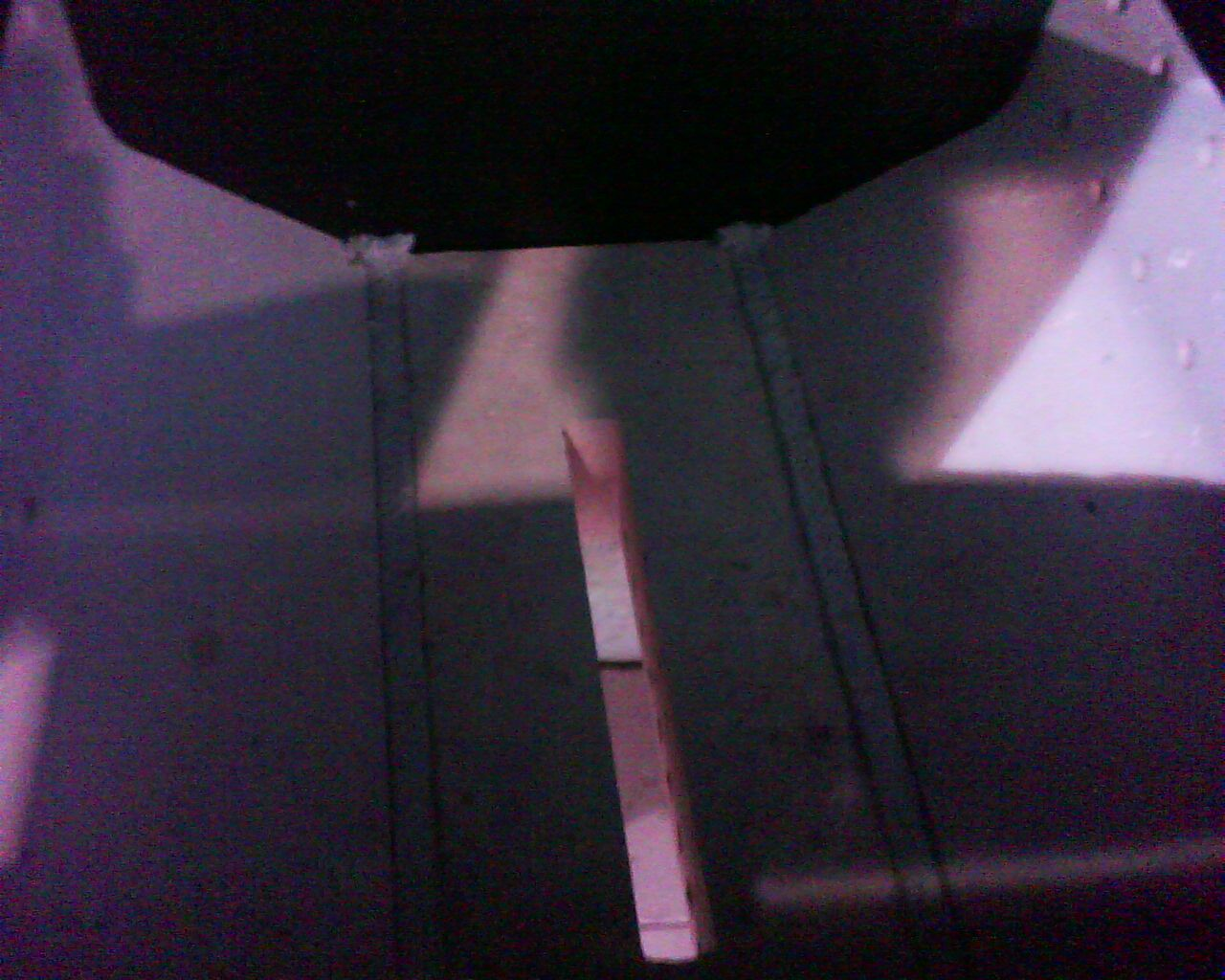
Низ камеры газификации в виде форсунки из шамота

В пиролизных котлах топка разделена на две части. В первой части (газифицирующая камера, или камера загрузки) при недостатке кислорода медленно горит и пиролизуется топливо, а выделяющиеся при этом газы догорают во второй части (т. н. камера сгорания), куда подаётся вторичный воздух (двойное дутьё). Отвод тепла из камеры загрузки минимизируется. В существующих конструкциях эти пространства разделяет колосник, на котором лежит топливо; первичный воздух проходит сквозь слой топлива сверху вниз. Таким образом, характерным отличием пиролизных котлов от других бытовых котлов является верхнее дутьё. Топки такой конструкции имеют повышенное аэродинамическое сопротивление, поэтому тяга их, как правило, принудительная. Часто по технологическим соображениям она реализуется с помощью дымососа, а не дутьевого вентилятора (более характерного для небольших котлов); в статьях обычно всё равно употребляется термин «вентилятор».

## Принцип действия
Дрова (или иное топливо) загружаются на колосник. Их поджигают, дверца закрывается и запускается дымосос. При недостатке воздуха и под действием высокой температуры (200—800 °C и выше) происходит обугливание и выделение древесного газа, то есть собственно пиролиз. Выделившиеся продукты (в основном углеводороды, угарный газ и водород, плюс азот из первичного воздуха) поступают под колосник. Там к продуктам пиролиза подмешивается вторичный воздух, в котором летучие сгорают; часть тепла при этом возвращается к нижнему слою дров и поддерживает пиролиз. Полученное тепло может быть использовано для нагрева любых теплоносителей — воды, воздуха.

## Достоинства и недостатки
Основной конкурент пиролизных котлов в сфере сжигания дров — традиционные котлы с единой топкой с нижним дутьём. При этом следует иметь в виду, что во многих современных моделях есть также возможность подачи вторичного воздуха в факел (в некоторых более старых котлах весь воздух подавался под колосник, вследствие чего летучие вещества могли сгорать не полностью).
Обычный диапазон нагружения котлов 50-100 %, КПД в нём сохраняется на уровне 85-92 %; при разгрузках до 30 % работа возможна, но производители часто не рекомендуют это.

### Достоинства
- Регулируемый (подачей первичного воздуха) процесс горения позволяет работать с одной закладки достаточно длительное время, до 12 часов (у обычных дровяных котлов порядка 3-4 часов, однако у котлов верхнего горения этот показатель больше — от 30 часов на дровах до 6-7 дней на угле). Можно обеспечить автоматическое регулирование параметров.
- Полное сгорание топлива. Как следствие, гарантирована экономичность горения, реже надо чистить зольник и газоходы[3][неавторитетный источник]
- Двухступенчатое сжигание позволяет снизить избыток воздуха в уходящих газах (повышает экономичность)
- Процесс горения пиролизных газов легко поддается управлению и регулировке, что позволяет автоматизировать работу такого котла приблизительно в той же степени, что и работу газовых или жидкотопливных котлов
- Снижение выбросов вредных веществ в атмосферу (в частности, высокая температура в верхней камере подавляет CO)
- Применение данного типа котлов стимулирует к отказу от применения неподсушенного топлива, что повышает эффективность хозяйствования
- Возможность сжигания крупных (даже неколотых) дров.

Как следствие, экономичность данного типа котлов по сравнению с «традиционными» аналогами может быть выше на 4-7 %.

### Недостатки
- Более высокая (в 1,5-2 раза) стоимость.[3][неавторитетный источник]
- Энергозависимость — без дымососа работать не могут (за редким исключением[4])
- Требовательность к влажности топлива
- У некоторых моделей замечены изменения мощности в процессе сначала возрастающего, потом затухающего выхода летучих в ходе пиролиза закладки — до 40 %
- На малых (ниже 50 %) нагрузках горение нестабильно, отмечается образование дёгтя в газоходах
- Температура обратной воды должна быть не меньше 60 °C (редко 40°[4]) во избежание выпадения в газовом тракте конденсата и низкотемпературной коррозии (это обычное требование к котлам, проблема легко решается подмесом прямой воды к обратной)
- В дровяной пиролизный котёл нельзя организовать автоматическую подачу топлива (нужны крупные дрова); вместе с тем есть пеллетные пиролизные котлы[3][неавторитетный источник]
- Значительная часть публикаций о пиролизных котлах носит ярко выраженный рекламный характер, в результате сформировать объективное представление о них порой проблематично.

## Защитные устройства пиролизного котла
Многие пиролизные котлы оснащаются дополнительными защитными устройствами. К ним могут относиться:
- термостатический регулятор воздуха;
- подрывной (предохранительный) клапан с рабочим давлением 2-4 бар;
- устройство от закипания котла, которое представляет собой систему сброса горячей воды (в случае перегрева заслонка открывается с помощью термостатического клапана для понижения температуры внутри котла).